# Macrothemis belliata
Macrothemis belliata – gatunek ważki z rodziny ważkowatych (Libellulidae).